# Gabriele Verri
Gabriele Maria Giuseppe Antonio Verri, II conte di Lucino con San Pedrino (Milano, 16 aprile 1695 – Milano, 22 settembre 1782), è stato un nobile, politico, giurista e scrittore italiano.
Insigne giurista della Lombardia austriaca, fu tra i protagonisti del passaggio tra la vecchia normativa del ducato di Milano e le innovazioni settecentesche influenzate dal clima dell'Illuminismo. Fu tra i principali personaggi per la riforma dei codici penali milanesi assieme a Cesare Beccaria. Fu padre di Pietro, Alessandro, Carlo e Giovanni Verri, nonché avo biologico di Alessandro Manzoni.

## Biografia
Gabriele Verri nacque a Milano il 16 aprile 1695, figlio di Giovanni Pietro e di sua moglie, la nobile Maria Antonia Orrigoni, figlia del questore e decurione milanese Giampietro. Suo fratello minore fu Antonio, canonico del duomo di Milano, mentre sue sorelle furono Teresa, monaca presso il monastero di Sant'Agostino di Milano e Maria Teresa, moglie poi del marchese Girolamo Parravicini.
Il giovane Gabriele iniziò i propri studi presso il Collegio di Sant'Alessandro, retto dai barnabiti, proseguendo poi i propri studi giuridici sotto la guida di Carlo Maria Cavalloi (poi senatore a Milano) e laureandosi quindi all'università di Pavia il 28 luglio 1717. Nel febbraio del 1719 venne ammesso al collegio dei giureconsulti di Milano. Arcade, dal 1715 al 1722 pubblicò diverse opere letterarie di carattere sacro e profano.
Si trasferì per un breve periodo a Vienna alla corte imperiale di Carlo VI del Sacro Romano Impero dove riuscì a svolgere la carriera forense, ottenendo rispettabilità anche al parlamento di Parigi per le questioni di successioni ereditarie. Venne convocato in Toscana alla morte di Margherita Luisa d'Orléans, moglie di Cosimo III de' Medici, per l'interpretazione del patto dotale della granduchessa, la cui risoluzione gli fruttò la croce di commendatore dell'Ordine di Santo Stefano.
Nel 1725 divenne vice-vicario di provvisione, divenendo vicario dal 1726 ed infine avvocato fiscale e provicario del Banco di Sant'Ambrogio dal 1727 al 1731. Nel contempo si interessò all'impellente questione dell'alloggio delle truppe austriache nel milanese, inviando per conto dell'amministrazione cittadina diverse lamentele al governo centrale.
Anche durante il breve periodo di occupazione del ducato di Milano da parte di Carlo Emanuele III di Savoia, gli venne riconosciuto un ruolo primario come ambasciatore straordinario. Nel 1740 venne ammesso tra i 60 decurioni della città di Milano e nel 1741, l'imperatrice Maria Teresa lo nominò dapprima avvocato fiscale generale e poi senatore nel 1749. Venne contemporaneamente delegato a partecipare ai congressi di Vigevano (1743), Nizza (1748) e Varese (1752).
Nominato senatore reggente del Supremo Consiglio d'Italia nel 1753, venne nominato presidente del tribunale di sanità nel biennio 1753-1755. Negli ultimi anni della sua vita, si dedicò alla giurisprudenza, sempre più visibilmente diviso nel suo atteggiamento tra conservatorismo in difesa dell'ordinamento giuridico del ducato di Milano e la necessità di un cambiamento in direzione di una giurisprudenza più snella, moderna ed al passo con le conquiste dell'uomo nel campo. Per questo motivo, su impulso di Maria Teresa, fu tra coloro che contribuirono a redigere il nuovo codice civile e penale per lo stato di Milano, concentrandosi in particolare sui processi civili, in particolare per quelli relativi a fallimenti. Fu tra i primi a proporre l'abolizione generale della tortura tranne che per i delitti definiti "atroci" (1776), argomento su cui tornerà anche il figlio Pietro in alcune sue dissertazioni successive.
Morì a Milano il 22 settembre 1782, "alle ore due e mezza di notte" come ebbe a scrivere Pietro Verri al fratello Alessandro.

## Opere
Come scrittore in materia giuridica, il Verri fu attivo in una serie di dissertazioni e pubblicazioni a Milano. Nel 1730 diede alle stampe una Dissertatio historico-legalis de capitatione rusticanae plebis. Nel 1731 pubblicò Memorie del rimplazzo cioè raccolta delle cose appartenenti al militare alloggiamento nello Stato di Milano seguite agli anni 1707, 1716 e 1730. Nel 1761 pubblicò le Memorie istorico-politiche della Lombardia austriaca e una Istoria della Austriaca Lombardia dall’anno di Roma CLVII insino al MDCCLX dell'Era Cristiana, dedicato a Giuseppe I del Sacro Romano Impero.
Nelle sue opere, il Verri dimostrò sempre un'approfondita conoscenza del diritto e una notevole attenzione ai profili storici analizzati e quindi la sua formazione anche umanistica in materia in un momento di delicata transizione tra l'antico ordinamento del ducato di Milano e le nuove direttive della Lombardia austriaca, dimostrandosi sempre ad ogni modo in atteggiamento di mediazione tra la tradizione e l'innovazione.

## Matrimonio e figli
Gabriele Verri sposò il 14 febbraio 1728 la contessa Barbara Dati della Somaglia, descritta dai figli come "donna autoritaria e dominatrice", ma che portò alla casata dei Verri una ricca dote di 84.000 lire austriache. La coppia ebbe insieme i seguenti figli:
- Pietro (12 dicembre 1728-28 giugno 1797), sposò Marietta Castiglioni e alla morte di questa si risposò con Vincenza Melzi d'Eryl
- Fulvia (22 dicembre 1729-febbraio 1730)
- Maria Antonia (4 gennaio 1731-1733)
- Anna Clara (12 maggio 1732-1781), monaca del monastero di San Paolo a Milano
- Teresa (27 giugno 1733-1761), sposò il 7 novembre 1750 il conte palatino Ottavio Castiglioni
- Francesca Maria (8 ottobre 1734-gennaio 1734)
- Francesca Maria (1736-1766), sposò il nobile Auricleto Vimercati
- Giuseppe Maria (23 maggio 1738-1748)
- Girolama Antonia (13 aprile 1740-?), monaca del monastero di Sant'Agostino a Milano
- Alessandro (9 novembre 1741-23 settembre 1816)
- Carlo (23 febbraio 1743-7 luglio 1823)
- Giovanni (20 agosto 1745-1818)

## Genealogia
|                                                          |                   |                                          | Genitori                 |  |  | Nonni |  |  | Bisnonni             |  |  | Trisnonni      |  |
|                                                          |                   |                                          |                          |  |  |       |  |  | Pietro Antonio Verri |  |  | Gabriele Verri |  |
|                                                          |                   |                                          |                          |  |  |       |  |  | Pietro Antonio Verri |  |  | Gabriele Verri |  |
|                                                          |                   | Costanza Benaviati Confalonieri          |                          |  |  |       |  |  | Pietro Antonio Verri |  |  |                |  |
| Gabriele Carlo Verri, conte                              |                   |                                          |                          |  |  |       |  |  | Pietro Antonio Verri |  |  |                |  |
|                                                          |                   | Isabella Pagani                          | Giovanni Ambrogio Pagani |  |  |       |  |  |                      |  |  |                |  |
|                                                          |                   | Isabella Pagani                          | Giovanni Ambrogio Pagani |  |  |       |  |  |                      |  |  |                |  |
|                                                          |                   | Isabella Pagani                          | Olimpia Arcimboldi       |  |  |       |  |  |                      |  |  |                |  |
| Giovanni Pietro Verri, I conte di Lucino con San Pedrino |                   | Isabella Pagani                          |                          |  |  |       |  |  |                      |  |  |                |  |
|                                                          |                   | Girolamo Dal Pozzo                       | ? Dal Pozzo              |  |  |       |  |  |                      |  |  |                |  |
|                                                          |                   | Girolamo Dal Pozzo                       | ? Dal Pozzo              |  |  |       |  |  |                      |  |  |                |  |
|                                                          |                   | Girolamo Dal Pozzo                       | ?                        |  |  |       |  |  |                      |  |  |                |  |
| Oliva Dal Pozzo                                          |                   | Girolamo Dal Pozzo                       |                          |  |  |       |  |  |                      |  |  |                |  |
|                                                          |                   | ?                                        | ?                        |  |  |       |  |  |                      |  |  |                |  |
|                                                          |                   | ?                                        | ?                        |  |  |       |  |  |                      |  |  |                |  |
|                                                          |                   | ?                                        | ?                        |  |  |       |  |  |                      |  |  |                |  |
| Gabriele Verri, II conte di Lucino con San Pedrino       |                   | ?                                        |                          |  |  |       |  |  |                      |  |  |                |  |
|                                                          | Giacinto Orrigoni | Gabriele Orrigoni, consignore di Besnate |                          |  |  |       |  |  |                      |  |  |                |  |
|                                                          | Giacinto Orrigoni | Gabriele Orrigoni, consignore di Besnate |                          |  |  |       |  |  |                      |  |  |                |  |
|                                                          | Giacinto Orrigoni | Laura Prata                              |                          |  |  |       |  |  |                      |  |  |                |  |
| Giovanni Pietro Orrigoni, I marchese di Ello             | Giacinto Orrigoni |                                          |                          |  |  |       |  |  |                      |  |  |                |  |
|                                                          |                   | Maddalena Bonacina                       | Matteo Bonacina          |  |  |       |  |  |                      |  |  |                |  |
|                                                          |                   | Maddalena Bonacina                       | Matteo Bonacina          |  |  |       |  |  |                      |  |  |                |  |
|                                                          |                   | Maddalena Bonacina                       | ?                        |  |  |       |  |  |                      |  |  |                |  |
| Maria Antonia Orrigoni                                   |                   | Maddalena Bonacina                       |                          |  |  |       |  |  |                      |  |  |                |  |
|                                                          |                   | Francesco Castelli                       | Camillo Castelli         |  |  |       |  |  |                      |  |  |                |  |
|                                                          |                   | Francesco Castelli                       | Camillo Castelli         |  |  |       |  |  |                      |  |  |                |  |
|                                                          |                   | Francesco Castelli                       | ?                        |  |  |       |  |  |                      |  |  |                |  |
| Anna Maria Castelli                                      |                   | Francesco Castelli                       |                          |  |  |       |  |  |                      |  |  |                |  |
|                                                          |                   | Anna Crotti                              | ?                        |  |  |       |  |  |                      |  |  |                |  |
|                                                          |                   | Anna Crotti                              | ?                        |  |  |       |  |  |                      |  |  |                |  |
|                                                          |                   | Anna Crotti                              | ?                        |  |  |       |  |  |                      |  |  |                |  |
|                                                          |                   | Anna Crotti                              |                          |  |  |       |  |  |                      |  |  |                |  |